# Dorsal Atlântica
Dorsal Atlântica és una banda brasilera de thrash metal, fundada a Rio de Janeiro el 1981 pels germans Carlos (guitarra i veus) i Cláudio Lopes (baix).
La banda és una de les pioneres de l'escena del Thrash Metall en aquest país, sent reconeguda com a influència per a moltes altres bandes, incloent-hi Sepultura i Korzus. Després de llançar un disc compartit junt amb la banda Metalmorphose, la banda va publicar una sèrie d'àlbums d'estudi entre 1986 i 1997, abans de separar-se el 2001. El 2012, Dorsal Atlântica va reiniciar les activitats i van editar l'àlbum 2012, a través del finançament col·lectiu. Tot i els canvis en la bateria, els germans Lopes continuen liderant la banda.

## Història

### Formació
El 1981, els futurs membres del Dorsal Atlântica estaven cursant el preparatori per a les proves d'accés a la universitat quan van fundar la banda Ness, que havia d'actuar en la festa de final de curs de l'escola, un centre fundat i mantingut per professors militars, en plena dictadura, en el barri carioca de Botafogo. La banda va tocar versions de Ted Nugent, Kiss, Made In Brazil i Black Sabbath per animar la festa. Carlos Lopes va entrar amb la cara pintada com Gene Simmons de Kiss. D'aquella nit endavant, van decidir convertir-se en roquers i van actuar en el circuit musical de la ciutat, que en aquell temps encara era dominat per hippies i altres músics que no els entenien, ja el seu gènere musical no havia despertat encara l'interès dels espectadors.
Encara en l'inici dels anys vuitanta, Carlos va decidir donar un nom definitiu al grup. Inspirat en el moviment dadaista, va passar pàgines d'una enciclopèdia fins que el dit es va aturar en l'entrada de la Dorsal mesoatlàntica.
L'any 1985, Dorsal Atlântica va col·laborar amb la banda Metalmorphose per produir un disc compartit (split album). Per poder finançar-lo, els components del grup van haver de vendre un vell amplificador i unes col·leccions de segells. El vinil, que va rebre el títol Ultimatum, va tenir una tirada de 500 exemplars i el van posar a la venda el primer dia del festival Rock in Rio I. Cap banda carioca havia tret un disc de rock dur, de veritat, i en tot el país solament s'havien llençat tres treballs més. La Ràdio Fluminense d'un costat i el Circo Voador de l'altre, van recolzar el projecte.
El bateria Marcos “Animal” era fan de la banda i havia sigut convidat a formar-ne part. A finals de 1985, va ser necessari substituir-ho, ja que Dorsal va optar per imprimir més velocitat i noves idees.

### Antes do Fim
1986 va ser el punt de partida per l'enregistrament d'Antes do Fim, el primer disc íntegrament de Dorsal Atlântica. El públic de São Paulo va trigar a entendre la proposta de lletres poètiques, hardcore i cabells llargs. L'àlbum va vendre oficialment 3.000 còpies, però altres versions afirmen que la xifra pujaria fins a les 10.000 unitats, sent la majoria vendes no declarades per la discogràfica. La portada censurada i un enregistrament fet de pressa es van fer símbols de la urgència del treball. L'àlbum va ser votat com un dels millors de l'any i els concerts als estats de Rio, São Paulo i Minas Gerais, sempre s'omplien. L'any va acabar amb un disc d'or per la banda, que va obrir el primer espectacle underground internacional ocorregut en el país: al pabelló Maracanãzinho s'hi van reunir, a més dels Dorsal, els anglesos Venom i els canadencs Exciter.

### Dividir e Conquistar
Dividir e Conquistar va ser gravat el 1987 i llançat l'any següent. Fou el segon treball de Dorsal, gravat amb més temps i maduresa musical. El públic volia un estil ràpid, com el treball anterior, no obstant això Dorsal volia evolucionar. La nova gravadora era la carioca “Heavy”, una de les dues botigues/segells carioques que existien en l'època. Clàssics com Metal Desunido, Tortura i Violência é Real mostraven un nou camí. El moviment metall ja començava a mostrar les seves disputes, amb una clara divisió entre els més radicals i els amants del heavy clàssic, associat als anys 70. En el temple carioca del metall, el club Caverna II, hi havia la sala del power metall, on els headbangers radicals ballaven al so de Hellhammer i Running Wild.
L'àlbum Dividir va vendre mil còpies en un dia només en les botigues de la "Galeria do Rock", un centre comercial especialitzat a São Paulo. El disc va entrar en múltiples llistes d'èxits, com el de la revista Rock Brigade i la publicació carioca Metal, el que va permetre que la banda marxés de gira pel país, sent rebuda per centenars de persones, amb gran acolliment i mostres d'histèria en els aeroports de Manaus, Teresina i Belém.

### Searching for the Light
La primera òpera-thrash mundial Searching for the Light, de 1990, versava sobre la injustícia social que es vivia al Brasil i les conseqüències de tants conflictes en un possible futur dominat per defraudadors, traficants i una elit insensible. L'esport favorit d'aquestes futures generacions era el surf ferroviari. També criticava la folclorització del carnaval, que disfressa la misèria dels veïns dels barris humils en un espectacle televisat per a tot el país. L'àlbum, conceptualment progressiu, va ser molt bé rebut per la premsa brasilera, mentre el públic no semblava entendre la proposta intel·lectual i de difícil comprensió de la banda.
Dorsal Atlântica va participar en un altre espectacle a Porto Alegre amb artistes internacionals: Nasty Savage, dels EUA; Exumer, d'Alemanya, i Motörhead, del Regne Unit. El respecte, doncs, creixia, però les ingressos seguien sent discrets. La banda encara s'autorepresentava i això dificultava el seu creixement. Va haver moments de crisi dintre del grup, com quan la gira internacional prevista, que havia de fer-se just després de la publicació de l'àlbum, no va fructificar. El disc va ser publicat a l'exterior per un segell nord-americà.
Després d'un concert amb els nord-americans Testament al Circo Voador, el bateria Hardcore va anunciar que deixaria la banda per prendre un rumb musical diferent. Després d'un any d'audicions, Guga va ser aprovat com el nou bateria de Dorsal Atlântica, estrenant-se en la gira que el grup havia d'iniciar. En aquest període, l'escola de samba Estácio de Sá va cedir el seu local d'assajos pel concert que de Dorsal amb la banda Kreator, d'Alemanya.

### Musical Guide from Stellium
L'any 1992, Musical Guide from Stellium va ser gravat a Belo Horizonte i, per primera vegada, la banda va tenir una producció professional. La Dorsal va carregar l'àlbum amb temes esotèrics i una musicalitat pesada, entre el rock progressiu i el psicodèlic, afegint un punt extra de complexitat al seu estil. Rock Is Dead, Hidden & Unexpected, Recycle Yourself i Thy Will Be Done van tenir el vist-i-plau de la crítica. La revista anglesa RAW! va donar la nota màxima al disc i la portada del disc va concórrer en la revista Bizz al premi a la millor de l'any.

### Alea Jacta Est
La nova discogràfica de la banda, Cogumelo Records de Belo Horizonte, va repetir els mateixos error: poca divulgació i dolenta distribució. Mica a mica, les grans discogràfiques internacionals obririen delegacions al Brasil, convertint la música en una indústria dirigida des dels despatxos, allunyant-la del carrer.
El 1994, la banda va tornar amb energies i públic renovats. Dorsal va publicar una nova òpera (Alea Jacta Est), que contava la història d'un Crist negre d'una favela de Rio de Janeiro. El so de les guitarres fou més pesant i s'inclogueren cants gregorians. La premsa elogià l'obra a escala mundial. L'espectacle símbol d'aquesta fase va ser al BHRIF, un festival molt ben organitzat del govern de Belo Horizonte amb bandes independents d'arreu del món. En un concert a Montevideo, Carlos s'abaixà els pantalons i el públic va aplaudir durant cinc minuts, sense interrupcions.

### Straight
El febrer de 1996, i ja sense Cláudio Lopes en el baix, el trio recompost va viatjar per Anglaterra, disposat a fer el seu treball més pesat. El nom Straight va ser polèmic, ja que molts fans creien que tenia relació amb la filosofia straight-edge (Carlos Lopes era abstemi, vegetarià, místic i recentment sortia d'una relació nociva). La banda va produir un àlbum fort i una reacció al boom del metall melòdic. Gravat de zero, les lletres de Straight eren «pur dolor». La premsa només va parlar de la tendència hardcore del disc, com si això fos alguna cosa nova, oblidant la varietat i riquesa d'informacions musicals de que el treball disposava. A Portugal, van tocar amb Cradle Of Filth. Per promoure l'àlbum, Dorsal va gravar un programa en directe per a la MTV Brasil.
En aquella època va ser publicat Omnisciens, un disc tribut a Dorsal Atlântica, amb 13 noves bandes de tot el país, sent aquest el primer tribut llançat amb una banda encara en activitat. Molt públic se sumà a seguir la banda, difonent-ne el missatge i la música.
Una campanya promoguda per les revistes Slammin’ i Metall Head perquè Dorsal toqués en el Monsters Of Rock de 1997 va aconseguir l'increïble número de 35.000 signatures, sense el suport de la discogràfica que fins i tot desmotivà dient que això no duria enlloc. El festival de 1997 però va ser cancel·lat. La dada negativa de l'any va ser la participació de Dorsal en un concert dels Madball, a Rio, que va ser un desastre organitzatiu.
En l'inici de 1998, Dorsal va partir per l'enregistrament d'una nova i encara inèdita demo per un nou àlbum d'estudi. La banda va ser convocada per formar part del Monsters Of Rock, juntament amb Slayer i Megadeth, i el mateix mes (setembre) el trio va gravar en Fortaleza el seu primer àlbum en directe. Les idees sorgien i va ser comentada la possibilitat de llançar una biografia de la banda, amb la finalitat de narrar com és viure de la música underground, les seves desventures i alegries.

### Terrorism Alive
El gener de 1999 lla biografia Guerrilla! va ser publicada per Beat Press, fent-se font d'inspiració perquè altres persones, llancessin les seves històries. El CD Terrorism Alive (Ér Hab, pels més íntims) seria editat pel segell Varda Records, fundat per Carlos Lopes, després que l'antiga discogràfica es negués a gravar un nou disc de la banda.
Després de vint anys d'activitats, i degut principalment al desgast de la relació entre els integrants, la banda va concloure les activitats als voltants del 2001. En 10 anys, Carlos Lopes es va dedicar a la premsa musical, va escriure llibres, va produir discos, va fer locució i producció en ràdio, i va fundar dues bandes (Mustang i Usina Le Blond).

### Tornada el 2012
Carlos Lopes, després de passar més d'una dècada sent qüestionat pels fans, va resoldre contactar els integrants de la formació clàssica -el seu germà Cláudio Lopes i Rabicó (Hardcore)- per temptejar el regrés de la banda; però l'intent era financerament inviable. El guitarrista, en una actitud pionera, va apostar per una nova modalitat d'emprenedoria: el crowdfunding. La proposta seria de gravar un àlbum nou, confeccionar samarretes i reimprimir la biografia Guerrilla! amb tapa dura, entre altres productes; tot això amb el suport col·lectiu dels fans de la banda. En l'inici del projecte, el guitarrista va deixar clar que la campanya tindria termini predeterminat pel seu terme. Després de molt esforç, divulgació i, és clar, l'indispensable suport dels fans, el projecte es va fer realitat. La meta de R$ 40.000 va ser aconseguida, sobrepassant en gairebé 30% el valor mínim estipulat. Cada fan que va contribuir amb el projecte va rebre el CD, amb el nom dels suports inscrits, samarreta, llibre, i altres productes, d'acord amb la contribució en la campanya.
L'àlbum finalment va ser gravat, titulat 2012, i la data de llançament va ser el desembre de 2012. Aquest seria l'últim enregistrat per Toninho "Hardcore", el músic que més temps ha ocupat la bateria de la banda.
El 2017, es publicà el documental Guerrilha – A Trajetória da Dorsal Atlântica, dirigit per Frederico Neto i Alexander Aguiar. El mateix any seria publicat Canudos, una nova òpera thrash sobre la comunitat erigida a l'interior de Bahia, sota el comandament del religiós Antonio Conselheiro, en les darreries del segle xix. El 18 d'agost de 2018, va morir el bateria Américo Mortágua, qui tot just s'havia unit a Dorsal Atlântica per la gravació de Canudos, víctima d'un càncer.
El seient de Mortágua el va ocupar Braulio Drumond. L'any 2021, la banda presentà l'àlbum conceptual Pandèmia, també gravat gràcies a una campanya de finançament col·lectiu. Paral·lelament, es publicà també un breu documental sobre les sessions d'enregistraments.

## Membres
Formació actual
- Carlos "Vândalo" Lopes - vocal, guitarra (1981-2001, 2012-avui)[13]
- Cláudio "Cro-Magnon" Lopes - baix (1981-1996, 2012-avui)
- Braulio Drumond - bateria (2020-avui)

Exmembres
| - Roberto Moura - bateria (1981) - Marcelo Farias - bateria (1982) - Marquinhos - bateria (1983) - Maurício - bateria (1983) - Marcos Animal - bateria (1983-1985) | - Guga - bateria (1989-2001) - Toninho "Hardcore" - bateria (1985-1989, 2012-2017) - Américo Mortágua - bateria (2017-2018†) - Angelo Arede - baix (1996-1997) - Alexandre Farias - baix (1997-2001) |

## Discografia
| Àlbums d'estudi - Antes do Fim (1986) - Dividir e Conquistar (1988) - Searching for the Light (1990) - Musical Guide from Stellium (1992) - Alea Jacta Est (1994) - Straight (1996) - 2012 (2012) - Imperium (2014) - Canudos (2017) Àlbums en directe - Terrorism Alive (1999) | Recopilacions - Pelagodiscus Atlanticus (2002) - Ultimatum Outtakes 1982-1985 (2002) - Antes do Fim, Depois do Fim (2005) EPs - Ultimatum (split) (1985) - Cheap Tapes From Divide and Conquer (1988) Demos - 1st Demo (1982) - Live (1986) |